# かしぶち哲郎
かしぶち 哲郎（かしぶち てつろう、1950年11月9日 - 2013年12月17日）は、日本の男性音楽家。ムーンライダーズのドラマー、ボーカル。栃木県宇都宮市出身。クレジットには本名である橿渕 哲郎（読み同じ）を使用することもある。

## 来歴・人物

### 生い立ち
1950年11月9日生まれ。栃木県宇都宮市で生まれ育つ。
父は建築家で、幼少期よりクラシックからビートルズまで、幅広く音楽に親しんで育った。
少年時代からクラシックに傾倒し、雑誌『バラエティ』1983年8月号のインタビューで、「わりとクラシックを聴いてたんです。特にシューベルトとかの歌曲。いまだに好きだし。ビートルズとかも好きだったけど、それ以前のクラシックのほうが（影響が）強いみたい」と述べている。また同誌のインタビューでは、子供時代は少年合唱団に在籍し「蝶ネクタイに半ズボン姿」で歌っていたと言い、「ぼくの歌い方は少年合唱団の歌い方。その唱法がいまだに抜けない」とも述べている。その影響もあり、ムーンライダーズの楽曲やソロアルバム、ソロコンサートでも少年合唱団や児童合唱団をフィーチャーしている（リラのホテルも参照）。
中学生になると、姉が聴いていたビートルズに触れて、ロック・バンドに関心を持つようになる。栃木県立宇都宮東高等学校に入学。
1966年10月、16歳の高校生の頃から本格的に作詞・作曲を始める。またこの頃からバンド活動も開始、親に頭金を出してもらいドラムセットを購入。学校帰りに自転車を漕ぎながら曲を作り、当時はカセットデッキがなかったためオープンリールデッキを使用して、自宅所有の小型デッキと、近所の家から借りてきた本格的なデッキの2台を接続し、ダビングしながら自宅録音で楽曲を制作していた。下校して家に帰ってから、母が「ごはんよ」と呼ぶまで歌を録音するのが楽しみだった。しかし将来は父の跡を継いで建築家になるつもりで、音楽はあくまで趣味であり、プロのミュージシャンを目指すことは夢にも考えていなかった。
高校生の頃に使っていた楽器は、ピアノ・オルガン、ギター（アコースティックギター・エレキギター）、ドラム、ハーモニカなど。高校卒業後の1970年までそうして楽曲制作を続け、その時期の作品はのちの2000年代に自らCD化して日の目を見ることになる（#ソロ作品を参照）。

### 上京・はちみつぱいへの加入
かしぶちは高校卒業後、大学進学のため上京し、ライブハウスなどで弾き語りをして音楽活動していた。1971年に同じく宇都宮市出身で高校の同級生だった野澤享司から鈴木慶一に紹介される。
同年秋、オーディションを受けてはちみつぱいに加入する。当時かしぶちは学生であったが、はちみつぱいについて「はっぴいえんどのようなバンド」という説明を受けて誘われたものの、かしぶち本人ははっぴいえんど、はちみつぱいのどちらも知らず聞いたこともなかったという。そしてはちみつぱいのオーディションでは、ドラマー募集にもかかわらず自作曲の弾き語りを始めたという逸話があり、かしぶちはこれに対し「最初はドラムで加入するつもりじゃなかった」と述べている。その際のいきさつを、鈴木慶一は自著の対談集『火の玉ボーイとコモンマン―東京・音楽・家族 1951-1990』中で、弟の鈴木博文との対談で以下のように語っている。
1972年リリースの野澤享司のデビューアルバム『白昼夢』（URCレコード）にも斉藤哲夫、はちみつぱいのメンバー渡辺勝らとともに参加している。
大学では建築を学び、1972年冬に卒業制作として「野外コンサート・ホール」1/1000設計図を制作。自然の中の野外コンサートホールを題材とし、長野県戸隠村の地形をモデルに、仮想の森林公園の中に理想の野外音楽堂を建設するというコンセプトで設計した。学生時代から音楽活動をしていたことから、音楽家の視点から聴衆の気持ちも考え、理想のコンサートホールを思い描くことができたという。翌1973年春に大学を卒業。

### ムーンライダーズ参加後
はちみつぱい解散後、かしぶちもムーンライダーズに結成時から参加。ムーンライダーズのメンバーには、結成時にすでに結婚し子供を持つ者もいたこともあり、はちみつぱいで果たせなかった「音楽で食べていく」ことを実現するため、アグネス・チャンのバックバンド（ツアーサポート）を務めていた。しかし当時のメンバーの中で唯一、かしぶちだけが途中で「しんどくなった」と、アグネス・チャンのバックバンドへの参加から脱け、細野晴臣が当時やっていたバンド「トロピカル・ダンディーズ」に参加していた。かしぶちは後にその件について「営業も必要だけど、細野さんのほうがいいに決まってる。ぼくはその期間を勉強に充てたんだ」と述べ、前述のとおりメンバーから「おとなしい性格」と思われていた中にも、信念を曲げない一面も見せている。
アグネス・チャンのバッキングの仕事と並行して、1976年1月25日に「鈴木慶一とムーンライダーズ」名義で、ムーンライダーズの実質的ファーストアルバムとされる『火の玉ボーイ』がリリースされたが、これは本来、慶一のソロアルバムとして企画されたものであった。かしぶちはこのアルバムについて「慶一のソロなのか、ムーンライダーズのアルバムなのかわからないままに参加していた」と述べている。翌1977年2月25日には、名実ともにムーンライダーズのファーストアルバムとなる『MOONRIDERS』をクラウンレコードからリリース。かしぶちは同アルバム収録曲『砂丘』で、クラウン少年合唱団を起用している。
1980年代に入ると、ムーンライダーズの別ユニットやソロ活動も開始。鈴木博文、白井良明とともに「アートポート」を結成、1981年にはアルバム『ARTPORT』をリリースした。
1983年6月21日には、初のソロアルバム『リラのホテル』を「かしぶち哲郎 featuring 矢野顕子」名義でリリース。同年9月6日には初のソロコンサートとなるレコ発ライブ「『リラのホテル』コンサート」を渋谷公会堂で開催。かしぶちと矢野のほか、ボーカルで大貫妙子、ストリングス指揮で坂本龍一が参加、またかしぶちがボーカルに専念したため、ドラムは鈴木さえ子が担当した。演奏はムーンライダーズのほか、アルバムに参加したひばり児童合唱団も出演し、ステージセットにも凝った豪華なコンサートとなった。
また1980年代から1990年代にかけては、バンドおよびソロ活動の傍ら、アイドルなど歌手への楽曲提供を多数行い、特に石川セリ、岡田有希子には多くの楽曲を提供し、アルバムのアレンジも行うなど密接に関わっていた。そのほか、映画（大森一樹#映画も参照）、テレビドラマなどの劇伴やCM音楽の制作、作詞・作曲も多数手掛けた。
2000年代からは、自身の自主レーベル「MOLDAU DISC」を立ち上げ、過去音源のアーカイブやソロライブ・アルバムをリリースする。レーベル名はスメタナの楽曲「モルダウ」に由来する。
晩年は2006年頃から体調を崩すことが多くなり、椎間板ヘルニアを発症してドラムが叩けなくなるが、ロマンス・グレーの紳士的なルックスで団塊世代の夫役・父親役でCM出演したり、ギター弾き語りによるライブや音楽劇の企画・出演、楽曲提供などを継続していた。その後、かしぶちの体調悪化に伴い、2011年11月11日、ムーンライダーズが同年末をもって「無期限活動停止」を発表する。
食道癌で療養中の2013年12月17日に死去。63歳没。葬儀はかしぶちの遺志により家族のみの密葬で行われ、翌2014年2月8日に青山CAYでファンの入場も可能なお別れ会「A bientot! Tetsuro Kashibuchi」が開催された。ステージに築いた祭壇上のかしぶちの遺影を真紅のバラの花で埋め尽くし、参列者の献花用にも同じく真紅のバラの花が用意された。また愛用のヤマハのドラムセットを展示したほか、かしぶちのメモリアル映像を上映した。鈴木慶一のブログによれば、お別れ会の当日は都内でも大雪で、慶一は「かしぶちくんは、北関東の温度を、チャラチャラした東京や神奈川の馬鹿息子たちに吹き当ててくれて、強靱なる気持ちで音楽をやらなければと導いてくれたと感じてます。」と、当日の想いをブログに記している。

### 家族
かしぶちの妻は同郷の幼稚園の同級生だが、それを知らずに結婚し、幼稚園の卒業アルバムを見たら写っていたという。長男は同じくドラマーの橿渕太久磨で、没後にリリースされたトリビュート・アルバムや、はちみつぱい再結成ライブにも参加している。

## ディスコグラフィ

### ソロ作品

#### シングル
- 『Listen to me, Now! / Friends』1983年6月21日
  - EP盤、アルバム『リラのホテル』からのシングルカット（詳細はリラのホテルを参照）。
- 『彩 夏 夢 (いろ なつ ゆめ) / S・EX  (SENSUOUS EXPERIENCE) 』1985年7月7日
  - EP盤、アルバム『彼女の時』からのシングルカット（詳細は彼女の時を参照）。

#### スタジオ・アルバム
- 『リラのホテル』1983年6月21日 -「かしぶち哲郎 featuring 矢野顕子」名義。
- 『彼女の時』1985年7月7日
- 『fin 〜めぐり逢い〜』1993年5月26日
  - 東芝EMIからのリリース（規格品番：TOCT-8011）。1999年CD再発。
  - 収録曲：Roman d'amour～恋愛小説～／恋のためらい／彼女と彼／Deux Ciels～ふたつの空～／オブジェの花／ある夏のマリアージュ／Egoiste／Noel a Paris～パリのクリスマス／Fin～めぐり逢い～／Collage d'amour
- 『LE GRAND (ル・グラン) 』2009年11月11日
  - 最後のソロスタジオ・アルバムとなった。クレモンティーヌが作詞・ボーカルで参加。ソニー・ミュージックダイレクトからのリリース（規格品番：MHCL 1631-3 / MHCL 1634）。
  - 収録曲：恋人たちのロンド[注釈 11]／たった、ふたりの物語／いつも一緒／ドレス一枚と愛ひとつ／Mr.&Ms.Christmas／さよならトスカーナ／セパレート・テーブル／林檎の木／ハバロフスクを訪ねて／Milestone ～遥かなる旅～／恋人たちのロンド (Instrumental)
  - 初回限定盤は『LE GRAND』に加え、『今日は雨の日です』『つくり話』を1枚にまとめてボーナス・トラックを追加した再発盤『REMINISCENCE』[注釈 12]1967年 - 1970年の手書き詩集『CHOIX DE POEMES』（60頁）を専用箱にまとめたボックス・セット。

#### ベスト・アルバム
- 『かしぶち哲郎 SONGBOOK』1998年5月2日
  - ムーンライダーズの音源から、かしぶちが選んだ自選ベスト・アルバム。
  - 収録曲：砂丘／Beep Beep Be オーライ (Single Version) ／ハバロフスクを訪ねて／オールド・レディー／トラベシア／バック・シート／狂ったバカンス／スカーレットの誓い／気球と通信／二十世紀鋼鉄の男／S・E・X（個人調査）／D/P（ダム・パール）／さなぎ／Frou Frou／CLINIKA (Unreleased Vocal Version)／プラトーの日々／ガールハント
  - 「CLINIKA (Unreleased Vocal Version)」は、ムーンライダーズのアルバム『DON'T TRUST OVER THIRTY』収録曲だが、かしぶちの体調不良と入院によりボーカル録りが間に合わずカラオケ状態のままリリースされ、本作でボーカルバージョンを初収録。

#### ライブ・アルバム
- 『Live Egocentrique (ライブ・エゴサントリーク) 』2003年10月25日
  - 唯一のソロライブ・アルバム。自主レーベル「MOLDAU DISC」からのリリース（規格品番：MDCD-1001）。
  - 収録曲：バルカン特急 (instrumental) [注釈 13]／冬のバラ／リラのホテル／砂丘／恋のためらい／絆 (instrumental) [注釈 13]／オブジェの花／火曜日ならベルギーよ[注釈 14]／マルチネ「雨燕」[注釈 13]／ジュ・テーム (instrumental) [注釈 15]／別れのナイフ／バック・シート／Moon Note Suite[注釈 16]／釣り糸～バーレスク／リラのホテル (instrumental) ／昨日・今日・明日[注釈 13]

#### 未発表音源集
いずれも、自主レーベル「MOLDAU DISC」からのリリース。
- 『今日は雨の日です』2002年9月28日
  - 「Tetsuroh Kashibuchi archives vol.1 1967」として、1967年頃の初期弾き語り未発表音源を収録（規格品番：moldau-001）。
  - 収録曲：今日は雨の日です／言葉失くして／Beep Beep Be...all right![注釈 17]／悲しみ
- 『つくり話』2006年2月17日
  - 「Tetsuroh Kashibuchi archives vol.2 1967」として、1967年頃の初期弾き語り未発表音源を収録（規格品番：moldau-002）。
  - 収録曲：つくり話／僕は死んだ／マーシャス号／ハバロフスク～美しき来訪～[注釈 18]／昼下がりのバラード
- 『自由なメロディー はちみつぱい〜ムーンライダーズ』2009年10月10日
  - はちみつぱい・初期ムーンライダーズの未発表音源を収録（規格品番：MDCD-1002）。
  - 収録曲：自由なメロディー（はちみつぱいVersion）／釣り糸[注釈 19]／紡ぎ歌[注釈 20]／僕の倖せ／自由なメロディー（ムーンライダーズVersion）

#### サウンドトラック
- 『恋する女たち サウンドスケッチ』1986年
- 『「さよなら」の女たち サウンドポエム』1987年
- 『機動戦士ガンダム0080 ポケットの中の戦争 Sound Sketch I』1989年
- 『機動戦士ガンダム0080 ポケットの中の戦争 Sound Sketch II』1989年
- 『うずまき Original Sound Track』2000年 - 鈴木慶一との合作、Do As Infinityが参加。

- 『かしぶち哲郎 映画音楽集 TETSUROH KASHIBUCHI Musiques De Films』2011年2月23日
  - かしぶちが手掛けた以下のサウンドトラックを集めた2枚組CDコンセプト・アルバム。ソニー・ミュージックダイレクトからのリリース（規格品番：MHCL 1859-60）。
    - 大森一樹『恋する女たち』『トットチャンネル』『「さよなら」の女たち』『ドリーム・スタジアム』『世界のどこにでもある、場所』『みんな、はじめはコドモだった「イエスタデイワンスモア」』
    - 渡邊孝好『君は僕をスキになる』
    - 高橋伴明『愛の新世界』
    - 平山秀幸『学校の怪談4』
    - 山田洋次『釣りバカ日誌』
      - 『釣りバカ日誌5』『釣りバカ日誌6』『釣りバカ日誌7』『釣りバカ日誌8』『釣りバカ日誌9』『釣りバカ日誌10』

    - 『ホーム・スイートホーム2 日傘の来た道』
    - Higuchinsky『うずまき』
    - 本田昌広『良いおっぱい悪いおっぱい』[注釈 21]
    - 『機動戦士ガンダム0080 ポケットの中の戦争』

### トリビュート・アルバム
- 『かしぶち哲郎 トリビュート・アルバム～ハバロフスクを訪ねて』2014年12月17日
  - 没後に発売された2枚組CDのトリビュート・アルバム。Pヴァインからのリリース（規格品番：PCD-18779-80）[26]。
  - かしぶちの生前から本人公認で企画されていたもので、彼の遺した400曲以上のムーンライダーズとソロ楽曲、他者への提供曲から選曲してカバー[26]。全曲を新録音で収録、かしぶちが生前に「新曲」として制作を望んでいた未発表曲「Lily」を、彼の遺志を継いでムーンライダーズが演奏[26]。
  - 参加アーティスト：矢野顕子、山本精一、細野晴臣、豊田道倫、佐藤奈々子、入江陽、アーバンギャルド、佐藤優介、鈴木さえ子+tomisiro、Gofishトリオと柴田聡子、あがた森魚、北村早樹子、寺尾紗穂 with 松井一平、テンテンコ、松尾清憲、スカート、ピエール・バルー、ムーンライダーズ[26]。
  - ジャケットのイラストは谷川史子が担当[27]。

## 提供・プロデュース作品
- アグネス・チャン
  - 街角 - 作詞・作曲・編曲（1976年。アルバム『Mei Mei いつでも夢を』A-5）※編曲：鈴木慶一とムーンライダースと共編曲
  - つくり話 - 作詞・作曲・編曲（1981年。アルバム『Love me little Love me long』B-2）
  - 輪舞（ロンド） - 作詞・作曲・編曲（1981年。アルバム『Love me little Love me long』B-3）
- 石川セリ
  - シングル『BOY』 - 作詞・作曲
  - アルバム『FEMME FATALE』サウンドプロデュース
    - NOEL（ノエル） - 作詞・作曲・編曲
    - コロニー - 編曲
    - 恋愛飼育論 - 作詞・作曲・編曲
    - TWO - 作詞・作曲・編曲
    - キ・サ・ラ恋人 - 作詞・作曲・編曲
    - ジャングル - 編曲
    - SOLEIL（ソレイユ） - 作詞・作曲・編曲
    - 永遠の誓い - 作詞・編曲
    - MARTINET（マルチネ…雨燕） - 作詞・作曲・編曲
    - 姉妹 - 作曲・編曲

  - シングル『いろ、なつ、ゆめ 〜彩・夏・夢』- 作詞・作曲
  - DESIRE - 作詞・作曲（アルバム『楽園』収録）
- 中原理恵
  - 私小説 - 作詞・作曲・編曲
  - Work Over Time - 作詞・作曲・編曲
  - そして海辺 - 作曲・編曲
  - Hypochondoria - 編曲
  - 追憶 - 作詞・作曲・編曲
- 斉藤由貴
  - Angel Kiss - 作曲・編曲
  - Singin' in the Rain - 編曲
- イヴ
  - アルバム『A-EVE -わたしは子猫-』サウンドプロデュース
    - ノン・ノン! - 作詞・作曲・編曲
    - バラは嫌い - 作詞・作曲・編曲
    - 妖華〜タンゴ・シック - 作詞・作曲・編曲
    - エ・ク・ス・タ・シー - 作詞・作曲・編曲
    - したいの - 作詞・作曲・編曲
    - シンガポール・セレナーデ - 作詞・作曲・編曲
- 岡田有希子
  - 森のフェアリー - 作詞・作曲
  - ポップ・アップ・リセエンヌ - 作詞・作曲
  - Bien - 作詞・作曲
  - Love Fair - 作詞・作曲
  - シングル『くちびるNetwork』- 編曲
    - 恋のエチュード - 作詞・編曲

  - アルバム『ヴィーナス誕生』サウンドプロデュース
    - WONDER TRIP LOVER - 編曲
    - 愛…illusion - 編曲
    - Spring Accident - 編曲
    - 銀河のバカンス - 編曲
    - ジュピター - 作詞・作曲・編曲
    - 眠れぬ夜のAQUARIUS - 編曲
    - 水晶の家 - 作曲・編曲
    - 愛のコロニー - 作詞・作曲・編曲

  - シングル『花のイマージュ』 - 作詞・作曲・編曲
    - 秘密のシンフォニー - 編曲
- 大石恵
  - シングル『恋人』サウンドプロデュース
    - 白い一日―JOUR DE NEIGE― - 編曲
    - 恋人たちのいる時間 - 作曲・編曲
    - あなたのそばに - 作曲・編曲
- 生稲晃子
  - 恋のルフラン - 作詞・作曲
  - モノローグ…春 - 作詞・作曲
- 鈴木雄大
  - 碧のアリア - 作曲・編曲

## 劇伴

### 映画
- 恋する女たち（1986年）
- 「さよなら」の女たち（1987年）
- トットチャンネル（1987年）
- 君は僕をスキになる（1989年）
- 良いおっぱい悪いおっぱい（1990年）
- 釣りバカ日誌5（1992年）
- 釣りバカ日誌6（1993年）
- 愛の新世界（1994年）
- 釣りバカ日誌7（1994年）
- 螢II 赤い傷痕（1995年）
- 釣りバカ日誌8（1996年）
- 釣りバカ日誌9（1997年）
- ドリーム・スタジアム（1997年）
- 釣りバカ日誌10（1998年）
- ア・ルース・ボーイ（1998年）
- うずまき（2000年）
- ホーム・スイートホーム2（2003年）
- ふうけもん（2009年）
- 世界のどこにでもある、場所（2010年）

### テレビドラマ
- 木曜ゴールデンドラマ（よみうりテレビ）
  - 女優時代（1988年）
  - あぶない家族（1989年）
  - 赤ちゃん戦争（1989年）
  - 長い道IV（1989年）
  - 拾われた幸福（1990年）
  - 心、ください（1990年）
  - 長い道V（1990年）
  - 卒業 父と母の偏差値（1990年）
  - 母性が裁かれる時（1991年）
  - 逆転無罪（1991年）
- それでも家を買いました（1991年、TBS）
- さよならをもう一度（1992年、フジテレビ）
- 大人のキス（1993年、日本テレビ）
- 金曜エンタテイメント
  - 炎の料理人 周富徳物語（1995年、フジテレビ）

### アニメ
- 機動戦士ガンダム0080 ポケットの中の戦争（1989年）
- ヤンキー烈風隊 (OVA)
  - ヤンキー烈風隊II　二代目襲名!!血染めの特攻服（1989年）
  - ヤンキー烈風隊III　壮絶!!仁義なき抗争（1990年）
  - ヤンキー烈風隊IV　恐怖の命（タマ）取り合戦（1991年）
  - ヤンキー烈風隊V　血の掟!遠州血゛獄一家（1994年）
- 捜獣戦士 サイキック・ウォーズ（1991年）
- Compiler（1992年）

## CM出演
- タイトー「夢をかたちに」（1980年）
- 野村證券「特定口座」（2003年）
- セキスイハイム「建て替えタイム」（2007年）
- パナソニック「HAPPY X’mas SHOW」（2008年）

## 著作
2冊のロックドラム教則本を監修・著作しており、改訂版・新版がたびたび発行されてロングセラーとなった（書誌情報は以下参照）。
かしぶちは、著書『ロック・ドラムが叩けちゃった』で、自分がドラムを覚えようとしたときに教則本がなく、ロックバンドの写真などを見ながらスティックを持って鍋や電話帳を叩き、見よう見真似で練習した体験から、初心者向けのドラム教則本を作ろうと考えたと述べている。そのため、ドラムを一から始める初心者向けに、スティックの持ち方やドラムセット各部の名称といった初歩の初歩から詳しく解説している。
ロックドラム入門ゼミ
- 『はじめの一歩 ロックドラム入門ゼミ』かしぶち哲郎 監修、ドレミ楽譜制作部 編、自由現代社、1985年4月。ISBN 4-88054-504-X
  - 『はじめの一歩 ロック・ドラム入門ゼミ 上達也博士がコーチする驚異の入門書』
1989年9月。ISBN 4-88054-574-0（改訂版）[注釈 22]
  - 『はじめの一歩 ロック・ドラム入門ゼミ 上達也博士がコーチする驚異の入門書』
1990年7月。ISBN 4-88054-592-9
  - 『はじめの一歩 ロック・ドラム入門ゼミ 上達也博士がコーチする驚異の入門書』
1991年。ISBN 4-88054-618-6
  - 『はじめの一歩 ロック・ドラム入門ゼミ 上達也博士がコーチする驚異の入門書』
1996年10月。ISBN 978-4-88054-789-3
  - 『はじめの一歩 ロック・ドラム入門ゼミ 上達也博士がコーチする驚異の入門書』
1997年9月。ISBN 978-4-88054-834-0
  - 『はじめの一歩 ロック・ドラム入門ゼミ 上達也と楽しく覚え・かっこ良くたたく』
1999年8月。ISBN 978-4-88054-933-0

ロック・ドラムが叩けちゃった
- 『あら!簡単シリーズ6 ロック・ドラムが叩けちゃった』かしぶち哲郎 編著、自由現代社
1997年9月。ISBN 4-88054-824-3
  - 『あら!簡単シリーズ6 ロック・ドラムが叩けちゃった ドラムの基礎を徹底解説』
1998年5月。ISBN 4-88054-864-2
  - 『あら!簡単シリーズ6 ロック・ドラムが叩けちゃった ドラムの基礎を徹底解説』
1999年6月。ISBN 4-88054-919-3
  - 『あら!簡単シリーズ6 ロック・ドラムが叩けちゃった』
2001年2月。ISBN 978-4-79821-016-2
  - 『あら!簡単シリーズ6 ロック・ドラムが叩けちゃった』
2002年4月。ISBN 978-4-79821-089-6
  - 『ビギナー用楽器入門 ロック・ドラムが叩けちゃった』
2004年6月。ISBN 978-4-79821-217-3
  - 『ビギナー用楽器入門 ロック・ドラムが叩けちゃった』
2006年3月。ISBN 978-4-79821-353-8